# Tappan Zee
De Tappan Zee is een natuurlijke verbreding van de rivier de Hudson, op zijn breedst 5 km (3 mijl), in het zuidoosten van New York in de Verenigde Staten.
De zee heeft een lengte van ongeveer 16 kilometer (10 mijl) langs de grens tussen de county's Rockland en Westchester stroomafwaarts van Croton Point naar Irvington.
De zee wordt geflankeerd door hoge, steile rotswanden van de New Jersey Palisades in de Hudsonvallei. Het vormt een natuurlijk meer in de Hudson, ongeveer 16 kilometer (10 mijl) ten noorden van Manhattan.

## Geschiedenis
De naam is ontleend aan de Tappan een substam van de Lenni-Lenape en het Nederlandse woord zee.
Op 14 september 1609 voer ontdekkingsreiziger Henry Hudson de Tappan Zee binnen toen hij stroomopwaarts voer vanuit New York Harbor.
In eerste instantie geloofde Hudson dat de verbreding van de rivier betekende dat hij de Noordwestelijke Doorvaart had ontdekt. Hij voer verder stroomopwaarts tot aan het hedendaagse Troy voordat hij concludeerde dat er geen zeestraat bestond.

## In de literatuur
De Tappan Zee wordt herhaaldelijk genoemd in het beroemde kort verhaal The Legend of Sleepy Hollow van Washington Irving. Het verhaal speelt zich af in de omgeving van Tarrytown, in het gebied rondom Irving's eigen huis in Sunnyside.